# Jacob Bekenstein

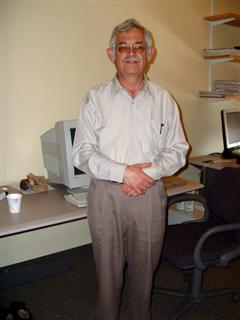
Jacob Bekenstein an der Harvard-Universität (2004)

Jacob David Bekenstein (hebräisch יעקב בקנשטיין; * 1. Mai 1947 in Mexiko-Stadt; † 16. August 2015 in Helsinki, Finnland) war ein israelisch-US-amerikanischer Physiker.

## Ausbildung
Bekenstein studierte am Polytechnic Institute in Brooklyn, wo er 1969 einen Master of Science erwarb. Danach wechselte er an die Princeton University, wo er 1972 bei John Archibald Wheeler promovierte.

## Wissenschaftliche Karriere
Von 1976 bis 1990 lehrte er an der Ben-Gurion-Universität im Negev in Beʾer Scheva. Seit 1990 war er Professor an der Hebräischen Universität Jerusalem, wo er seit 1993 den Michael-Polak-Lehrstuhl für Theoretische Physik innehatte.
Bekenstein war einer der Begründer der Thermodynamik Schwarzer Löcher und leistete wichtige Beiträge zur Verbindung von Information und Gravitation. Nach ihm sind die Bekenstein-Hawking-Entropie und die Bekenstein-Grenze – die maximal mögliche Information in einer Kugel – benannt. Er formulierte 2004 die Tensor-Vektor-Skalar-Gravitationstheorie, eine zur allgemeinen Relativitätstheorie alternative Beschreibung der gravitativen Vorgänge in der Kosmologie.

## Mitgliedschaften und Ehrungen
Er war seit 1997 Mitglied der Israelischen Akademie der Wissenschaften und Träger des Rothschild-Preises. 2005 wurde er mit dem Israel-Preis für Physik ausgezeichnet. 2012 erhielt er den Wolf-Preis in Physik, und für 2015 wurde ihm der Einstein-Preis der American Physical Society zugesprochen.

## Privatleben
Bekenstein war verheiratet und wurde Vater dreier Kinder. Neben der israelischen besaß er auch die US-amerikanische Staatsbürgerschaft. Er starb am 16. August 2015 im Alter von 68 Jahren an den Folgen eines Herzinfarkts in Finnlands Hauptstadt Helsinki, wo er sich zu einer Vorlesung aufhielt.

## Veröffentlichungen
- Nonexistence of baryon number of static black holes. In: Physical Review D. Band 5, 1972, S. 2403–2412 (Zusammenfassung).
- Black holes and entropy. In: Physical Review D. Band 7, 1973, S. 2333–2346 (Zusammenfassung).
- Generalized second law of thermodynamics in black hole physics. In: Physical Review D. Band 9, 1974, S. 3292–3300 (Zusammenfassung).
- Statistical black hole thermodynamics. In: Physical Review D. Band 12, 1975, S. 3077–3085 (Zusammenfassung).
- Black-hole thermodynamics. In: Physics Today. Januar 1980, S. 24–31.
- Energy cost of information transfer. In: Physical Review Letters. Band 46, 1981, S. 623–626 (Zusammenfassung).
- Universal upper bound to entropy-to-energy ratio for bounded systems. In: Physical Review D. Band 23, 1981, S. 287–298 (Zusammenfassung).
- Black holes and everyday physics. In: General Relativity and Gravitation. Band 14, Nr. 4, 1982, S. 355–359, bibcode:1982GReGr..14..355B.
- Specific entropy and the sign of the energy. In: Physical Review D. Band 26, Nr. 4, 1982, S. 950–953 (Zusammenfassung).
- Entropy bounds and the second law for black holes. In: Physical Review D. Band 27, Nr. 10, 1983, S. 2262–2270 (Zusammenfassung).
- mit Mordehai Milgrom: Does the missing mass problem signal the breakdown of Newtonian gravity? In: Astrophysical Journal. Band 286, 1984, S. 7–14, bibcode:1984ApJ...286....7B.
- Entropy content and information flow in systems with limited energy. In: Physical Review D. Band 30, 1984, S. 1669–1679 (Zusammenfassung).
- Communication and energy. In: Physical Review A. Band 37, Nr. 9, 1988, S. 3437–3449 (Zusammenfassung)
- mit M. Schiffer: Quantum Limitations on the Storage and Transmission of Information. In: International Journal of Modern Physics. Band 1, 1990, S. 355–422, arxiv:quant-ph/0311050.
- Information in the Holographic Universe. In: Scientific American. Band 289, Nr. 2, August 2003, S. 61.
- Relativistic gravitation theory for the MOND paradigm. In: Physical Review D. Band 70, 2004, 083509, Erratum in: Physical Review D. Band 71, 2005, 069901, arxiv:astro-ph/0403694.
- Of Gravity, Black Holes and Information. Di Renzo Editore, Roma, 2006, ISBN 88-8323-161-9.